# Jaapiella hypochoeridis
Jaapiella hypochoeridis är en tvåvingeart som beskrevs av Sylven 1998. Jaapiella hypochoeridis ingår i släktet Jaapiella och familjen gallmyggor. Inga underarter finns listade i Catalogue of Life.